# Primeira fase da Copa Sul-Americana de 2025
A primeira fase da Copa Sul-Americana de 2025 foi disputada entre 4 e 6 de março de 2025. Um total de 32 equipes provenientes de Bolívia, Chile, Colômbia, Equador, Paraguai, Peru, Uruguai e Venezuela competiram para 16 das 32 vagas na fase de grupos.
Assim como na edição anterior, as equipes se enfrentaram em jogos eliminatórios de partidas únicas. Em caso de igualdade após os 90 minutos, a vaga seria definida diretamente em disputa por pênaltis (sem prorrogação).

## Resultados
As equipes que possuem o mando de campo estão à esquerda. Em negrito, as equipes que avançaram.
| Chave | Equipe 1                | Total       | Equipe 2             |
| ----- | ----------------------- | ----------- | -------------------- |
| BOL1  | Universitario de Vinto  | 0–1         | Nacional Potosí      |
| BOL2  | Aurora                  | 0–1         | GV San José          |
| CHI1  | Universidad Católica    | 1–1 (4–5 p) | Palestino            |
| CHI2  | Unión Española          | 2–2 (3–1 p) | Everton              |
| COL1  | Junior de Barranquilla  | 2–2 (3–4 p) | América de Cali      |
| COL2  | Once Caldas             | 1–0         | Millonarios          |
| ECU1  | Mushuc Runa             | 2–1         | Orense               |
| ECU2  | Universidad Católica    | 0–0 (4–2 p) | Aucas                |
| PAR1  | Sportivo Luqueño        | 2–0         | Sportivo Ameliano    |
| PAR2  | Guaraní                 | 2–0         | 2 de Mayo            |
| PER1  | ADT                     | 1–1 (5–6 p) | Cienciano            |
| PER2  | Atlético Grau           | 0–0 (4–2 p) | Cusco                |
| URU1  | Racing                  | 0–0 (4–2 p) | Montevideo Wanderers |
| URU2  | Cerro Largo             | 2–2 (4–3 p) | Danubio              |
| VEN1  | Academia Puerto Cabello | 3–0         | Metropolitanos       |
| VEN2  | Deportivo La Guaira     | 0–2         | Caracas              |

Todas as partidas seguem o horário local.

### Chave BOL1
| 4 de março    | Universitario de Vinto | 0 – 1     | Nacional Potosí    | Estádio Félix Capriles, Cochabamba         |
| 20:30 (UTC−4) |                        | Relatório | Camacho 31' (g.c.) | Público: 1 047 Árbitro: ECU Augusto Aragón |

### Chave BOL2
| 5 de março    | Aurora | 0 – 1     | GV San José | Estádio Félix Capriles, Cochabamba      |
| 18:00 (UTC−4) |        | Relatório | Calero 62'  | Público: 3 870 Árbitro: CHI José Cabero |

### Chave CHI1
| 4 de março    | Universidad Católica | 1 – 1     | Palestino    | Estádio Municipal, Coquimbo                   |
| 21:30 (UTC−3) | Zampedri 88'         | Relatório | Carrasco 11' | Público: 2 706 Árbitro: ARG Yael Falcón Pérez |

|                                           |       | Penalidades                        |  |
| Zampedri Jader Cuevas D. Valencia Ampuero | 4 – 5 | Martínez Tapia Meza Zúñiga Marabel |  |

### Chave CHI2
| 5 de março    | Unión Española                       | 2 – 2     | Everton                   | Estádio Bicentenario, Santiago              |
| 19:00 (UTC−3) | Jeraldino 8' · Aránguiz 45+1' (pen.) | Relatório | I. Ramírez 2', 81' (pen.) | Público: 3 959 Árbitro: BRA Paulo Zanovelli |

|                            |       | Penalidades             |  |
| Uribe Suárez Carvallo Díaz | 3 – 1 | Baeza Moya Soto Piñeiro |  |

### Chave COL1
| 6 de março    | Junior de Barranquilla | 2 – 2     | América de Cali          | Estádio Metropolitano, Barranquilla         |
| 19:30 (UTC−5) | Paiva 54', 71'         | Relatório | Lucumí 38' · Vergara 44' | Público: 18 702 Árbitro: BRA Wilton Sampaio |

|                                       |       | Penalidades                             |  |
| González Barrera Rodríguez Báez Paiva | 3 – 4 | Quintero Holgado Soto Barrios Carrascal |  |

### Chave COL2
| 5 de março    | Once Caldas | 1 – 0     | Millonarios | Estádio Palogrande, Manizales               |
| 19:30 (UTC−5) | Barrios 80' | Relatório |             | Público: 26 535 Árbitro: URU Andrés Matonte |

### Chave ECU1
| 5 de março    | Mushuc Runa                     | 2 – 1     | Orense       | Estádio Olímpico, Riobamba              |
| 21:00 (UTC−5) | Bentaberry 17' · Simisterra 56' | Relatório | Achilier 39' | Público: 2 989 Árbitro: BOL Gery Vargas |

### Chave ECU2
| 6 de março    | Universidad Católica | 0 – 0     | Aucas | Estádio Olímpico Atahualpa, Quito        |
| 21:00 (UTC−5) |                      | Relatório |       | Público: 4 070 Árbitro: PER Kevin Ortega |

|                                  |       | Penalidades                         |  |
| Cangá I. Díaz Martínez Cacciabue | 4 – 2 | Montenegro Jaramillo Porozo Almagro |  |

### Chave PAR1
| 4 de março    | Sportivo Luqueño        | 2 – 0     | Sportivo Ameliano | Estádio Arsenio Erico, Assunção            |
| 21:30 (UTC−3) | E. Vera 47' · Ayala 86' | Relatório |                   | Público: 2 003 Árbitro: CHI Cristian Garay |

### Chave PAR2
| 6 de março    | Guaraní                      | 2 – 0     | 2 de Mayo | Estádio Arsenio Erico, Assunção            |
| 19:00 (UTC−3) | Mendieta 38' · Torales 90+3' | Relatório |           | Público: 1 389 Árbitro: URU Gustavo Tejera |

### Chave PER1
| 4 de março    | ADT        | 1 – 1     | Cienciano         | Estádio Huancayo, Huancayo               |
| 21:00 (UTC−5) | Cedrón 67' | Relatório | Choi 90+2' (g.c.) | Público: 3 055 Árbitro: PAR Derlis López |

|                                                  |       | Penalidades                                        |  |
| Choi Bersano Robles Cabello Fuentes Pérez Moyano | 5 – 6 | Garcés Cueva Valoyes Da Silva Estrada Neira Bolado |  |

### Chave PER2
| 6 de março    | Atlético Grau | 0 – 0     | Cusco | Estádio Mansiche, Trujillo           |
| 19:30 (UTC−5) |               | Relatório |       | Público: 0 Árbitro: ECU Bryan Loayza |

|                                   |       | Penalidades                    |  |
| Álvarez Rostaing Vásquez Olivares | 4 – 2 | Colman Colitto Ruidías Ampuero |  |

### Chave URU1
| 5 de março    | Racing | 0 – 0     | Montevideo Wanderers | Estádio Centenario, Montevidéu |
| 19:00 (UTC−3) |        | Relatório |                      | Árbitro: PER Roberto Pérez     |

|                              |       | Penalidades                 |  |
| Sosa Ferreira Pereira Severo | 4 – 2 | Veglio Lima T. Viudez Royón |  |

### Chave URU2
| 6 de março    | Cerro Largo        | 2 – 2     | Danubio                               | Estádio Arquitecto Antonio Eleuterio Ubilla, Melo |
| 19:00 (UTC−3) | Affonso 20', 45+6' | Relatório | Cardozo 49' · S. Fernández 86' (pen.) | Público: 1 452 Árbitro: VEN Alexis Herrera        |

|                                     |       | Penalidades                              |  |
| Bertocchi Otormín Di Pippa Contrera | 4 – 3 | S. Fernández Millán Romero Femia Peralta |  |

### Chave VEN1
| 5 de março    | Academia Puerto Cabello                     | 3 – 0     | Metropolitanos | Estádio Misael Delgado, Valencia           |
| 18:00 (UTC−4) | Manzambi 52' · Padrón 90+1' · Paredes 90+9' | Relatório |                | Público: 5 111 Árbitro: PAR Carlos Benítez |

### Chave VEN2
| 6 de março    | Deportivo La Guaira | 0 – 2     | Caracas            | Estádio Olímpico da UCV, Caracas |
| 20:30 (UTC−4) |                     | Relatório | Echenique 23', 56' | Árbitro: COL Carlos Betancur     |